# Billie Jean King Cup 2020-2021 eindtoernooi Wereldgroep
Het Billie Jean King Cup 2020-2021 Wereldgroep-eindtoernooi was de laatste stap van de Billie Jean King Cup 2020-2021. De wedstrijden vonden plaats van 1 tot en met 6 november 2021 in de O2 Arena in Praag.
Titelverdediger Frankrijk verloor in groep A hun beide landenwedstrijden.
Het Russische team (officieel de Russische tennisfederatie) won het toernooi. In de finale versloegen zij de Zwitserse dames met 2–0.

## Deelnemers
Twaalf landen namen deel aan het eindtoernooi, verdeeld over vier groepen:

### Groep A
| land      | speelsters |
| --------- | --- |
| Frankrijk | Alizé Cornet Caroline Garcia Clara Burel Fiona Ferro                                                          |
| Canada    | Rebecca Marino Françoise Abanda Gabriela Dabrowski Carol Zhao                                                 |
| Rusland   | Anastasija Pavljoetsjenkova Darja Kasatkina Veronika Koedermetova Jekaterina Aleksandrova Ljoedmila Samsonova |

### Groep B
| land        | speelsters                                                                              |
| ----------- | --------------------------------------------------------------------------------------- |
| Australië   | Ajla Tomljanović Storm Sanders Ellen Perez Olivia Gadecki Priscilla Hon Darja Gavrilova |
| Wit-Rusland | Aljaksandra Sasnovitsj Joelija Hatowka Lidzija Marozava Iryna Sjymanovitsj Vera Lapko   |
| België      | Elise Mertens Greet Minnen Ysaline Bonaventure Kirsten Flipkens                         |

### Groep C
| land             | speelsters                                                                                    |
| ---------------- | --------------------------------------------------------------------------------------------- |
| Verenigde Staten | Danielle Collins Shelby Rogers Sloane Stephens Coco Vandeweghe Caroline Dolehide              |
| Spanje           | Sara Sorribes Tormo Nuria Párrizas Díaz Rebeka Masarova Aliona Bolsova Carla Suárez Navarro   |
| Slowakije        | Anna Karolína Schmiedlová Kristína Kučová Rebecca Šramková Viktória Kužmová Tereza Mihalíková |

### Groep D
| land        | speelsters                                                                                 |
| ----------- | ------------------------------------------------------------------------------------------ |
| Tsjechië    | Barbora Krejčíková Markéta Vondroušová Tereza Martincová Kateřina Siniaková Lucie Hradecká |
| Zwitserland | Belinda Bencic Jil Teichmann Viktorija Golubic Stefanie Vögele                             |
| Duitsland   | Angelique Kerber Andrea Petković Anna-Lena Friedsam Jule Niemeier Nastasja Schunk          |

## Spelregels
- Het toernooi bestond uit achtereenvolgens de groepsfase en de eliminatiefase.
- In de groepsfase speelde ieder land tegen de twee andere landen van zijn groep.
- Iedere landenontmoeting (wedstrijd) bestond uit maximaal drie partijen (rubbers), twee in het enkelspel en één in het dubbelspel.
- De vier groepswinnaars gingen naar de eliminatiefase, die bestond uit halve finales en een finale.

## Toernooischema

### Groepsfase

#### Groep A
Resultaten
| datum      | landenwedstrijd | landenwedstrijd | landenwedstrijd | score |
| ---------- | --------------- | --------------- | --------------- | ----- |
| 2021-11-01 | Canada          | –               | Frankrijk       | 2–1   |
| 2021-11-02 | Rusland         | –               | Canada          | 3–0   |
| 2021-11-03 | Rusland         | –               | Frankrijk       | 2–1   |

Klassement
| nr. | land      | wedstr. w-v | rubbers w-v | sets w-v |
| --- | --------- | ----------- | ----------- | -------- |
| 1.  | Rusland   | 2–0         | 5–1         | 11–4     |
| 2.  | Canada    | 1–1         | 2–4         | 5–9      |
| 3.  | Frankrijk | 0–2         | 2–4         | 6–9      |

#### Groep B
Resultaten
| datum      | landenwedstrijd | landenwedstrijd | landenwedstrijd | score |
| ---------- | --------------- | --------------- | --------------- | ----- |
| 2021-11-01 | België          | –               | Wit-Rusland     | 2–1   |
| 2021-11-02 | Australië       | –               | België          | 2–1   |
| 2021-11-04 | Australië       | –               | Wit-Rusland     | 2–1   |

Klassement
| nr. | land        | wedstr. w-v | rubbers w-v | sets w-v |
| --- | ----------- | ----------- | ----------- | -------- |
| 1.  | Australië   | 2–0         | 4–2         | 8–7      |
| 2.  | België      | 1–1         | 3–3         | 8–7      |
| 3.  | Wit-Rusland | 0–2         | 2–4         | 6–8      |

#### Groep C
Resultaten
| datum      | landenwedstrijd  | landenwedstrijd | landenwedstrijd  | score |
| ---------- | ---------------- | --------------- | ---------------- | ----- |
| 2021-11-01 | Spanje           | –               | Slowakije        | 2–1   |
| 2021-11-02 | Slowakije        | –               | Verenigde Staten | 2–1   |
| 2021-11-03 | Verenigde Staten | –               | Spanje           | 2–1   |

Klassement
| nr. | land             | wedstr. w-v | rubbers w-v | sets w-v |
| --- | ---------------- | ----------- | ----------- | -------- |
| 1.  | Verenigde Staten | 1–1         | 3–3         | 7–6      |
| 2.  | Slowakije        | 1–1         | 3–3         | 8–8      |
| 3.  | Spanje           | 1–1         | 3–3         | 7–8      |

#### Groep D
Resultaten
| datum      | landenwedstrijd | landenwedstrijd | landenwedstrijd | score |
| ---------- | --------------- | --------------- | --------------- | ----- |
| 2021-11-01 | Tsjechië        | –               | Duitsland       | 2–1   |
| 2021-11-02 | Zwitserland     | –               | Duitsland       | 3–0   |
| 2021-11-04 | Zwitserland     | –               | Tsjechië        | 2–1   |

Klassement
| nr. | land        | wedstr. w-v | rubbers w-v | sets w-v |
| --- | ----------- | ----------- | ----------- | -------- |
| 1.  | Zwitserland | 2–0         | 5–1         | 10–3     |
| 2.  | Tsjechië    | 1–1         | 3–3         | 7–7      |
| 3.  | Duitsland   | 0–2         | 1–5         | 4–11     |

### Halve finale en finale
|  | halve finale     | halve finale    |  |             | finale          | finale          |
|  |                  |                 |  |             |                 |                 |
|  | 5 november 2021  |                 |  |             |                 |                 |
|  | Rusland          | 2               |  |             |                 |                 |
|  | Verenigde Staten | 1               |  |             | 6 november 2021 | 6 november 2021 |
|  |                  |                 |  |             | Rusland         | 2               |
|  | 5 november 2021  | 5 november 2021 |  | Zwitserland | 0               |                 |
|  | Australië        | 0               |  |             |                 |                 |
|  | Zwitserland      | 2               |  |             |                 |                 |